# Le Village
Cet article porte sur le film. Pour le recueil de nouvelles, voir Pierre Gamarra.
Pour l’article homonyme, voir Le Village (Grigorovitch).
Pour plus de détails, voir Fiche technique et Distribution.
Le Village (The Village) est un film américain réalisé, coproduit et écrit par M. Night Shyamalan, sorti en 2004.
Auréolé du succès de Sixième Sens, Incassable et Signes, Shyamalan renouvelle avec le genre fantastique dans The Village. Le film raconte l'histoire d'une petite communauté aux sombres secrets qui vit dans la peur de mystérieuses créatures. Il met en scène Joaquin Phoenix, Bryce Dallas Howard, Adrien Brody, Sigourney Weaver, William Hurt, ou encore Brendan Gleeson.
Le Village a reçu des critiques mitigées et certains ont exprimé leur déception quant au retournement final du film,. Le compositeur James Newton Howard a reçu une nomination à l'Oscar de la meilleure musique pour sa partition, interprétée par la violoniste Hilary Hahn. Le film a par ailleurs été un succès financier puisque pour un budget de 60 millions de dollars, il a rapporté 114 millions aux États-Unis et 142 millions à l'étranger, soit un total de 256 millions de dollars.

## Synopsis
Dans les bois de Covington, au cœur de la Pennsylvanie, une petite bourgade du XIXe siècle suffit à tous ses besoins et vit de ses propres ressources. Ses membres respectent un pacte ancien : ils ne doivent jamais franchir les limites du village, car la forêt est habitée par de mystérieuses créatures, « Ceux dont on ne parle pas ». La couleur rouge est interdite.
Edward Walker est à la tête du Conseil et prend les décisions avec sagesse. L'une de ses filles, Ivy, est aveugle et pleine de compassion. Elle est amoureuse d'un garçon, Lucius Hunt, un jeune homme réservé, presque muet, qui évite d’exprimer ses sentiments.
La vie au village semble paisible à première vue. Les habitants suivent un quotidien structuré, rythmé par le travail agricole et les festivités en communauté. Mais cette vie isolée n'est pas exempte de tragédies, comme la mort du fils d’August Nicholson, un membre du Conseil respecté. Ce décès aurait pu être évité. Cependant, en raison de l’isolement strict du village, aucun traitement médical n’est disponible.
Très marqué par la mort du fils Nicholson, Lucius sort de son mutisme et demande l’autorisation de franchir les bois pour se rendre dans les « villes » et de rapporter des médicaments. Cette requête est motivée par son sens du devoir et son inquiétude pour le bien-être collectif. Cependant, sa demande est fermement rejetée par les anciens.
Après avoir vu sa requête refusée, Lucius persiste dans son comportement. Il s’aventure à la frontière du village et pénètre dans les bois. Ce geste est perçu comme un affront par « Ceux dont on ne parle pas ». En réponse à cette violation de la trève, des événements inquiétants commencent à se produire : des animaux sont retrouvés écorchés vifs, et des griffures rouges apparaissent sur les portes et les murs des maisons. Une nuit, les créatures pénètrent dans le village, enveloppées dans leurs robes rouges sinistres, et provoquent la panique parmi les habitants. Ce raid semble être une réponse directe à la rébellion de Lucius, qui exprime ses profonds regrets. Edward Walker, qui est un chef autoritaire mais bienveillant, ne lui en veut pas.
Lucius et Ivy entretiennent une relation construite sur la confiance. Leur amour éclot progressivement, culminant lorsqu’ils prévoient de se marier. Mais Noah, leur ami au comportement infantile et atteint d’un retard mental, nourrit lui aussi des sentiments pour Ivy. Sa jalousie le pousse à commettre l'irréparable lorsque, dans un moment de rage, il tente d'assassiner Lucius avec un couteau, le laissant grièvement blessé.
Cet acte brutal bouleverse l’équilibre fragile du village. Lucius est entre la vie et la mort, et Noah enfermé dans une maison. Ivy, dévastée par cette tentative de meurtre, supplie les anciens de se rendre dans les « villes lointaines » et obtenir des soins médicaux. Après un débat houleux, les anciens acceptent, persuadés que le handicap de la jeune femme pourrait être un atout car elle ne verra pas les horreurs du « monde extérieur ». Mais Edward Walker, pris de remords, révèle à sa fille un secret bouleversant : « Ceux dont on ne parle pas » ne sont qu’une invention. Les créatures sont en réalité des déguisements portés par les anciens, pour maintenir la jeunesse dans la peur.
Ivy, troublée par ce mensonge, décide de traverser les bois en toute sécurité. Cependant, elle est bientôt poursuivie et attaquée par une silhouette monstrueuse. Elle parvient à la tuer en la faisant tomber dans un trou, ignorant que l’agresseur est en réalité Noah, qui s’est échappé et déguisé en monstre dans un dernier acte désespéré. Ivy parvient finalement à sortir de la forêt, qui est un espace clos entouré d’un mur. Aveugle, elle ne comprend pas pleinement la portée de sa découverte : le « monde extérieur » est le monde moderne du 21e siècle.
Son père, ancien professeur d'Histoire convaincu que la société moderne est pleine de corruption et de violence, a mené un projet secret pour bâtir une communauté à l'abri de ces maux. Chaque ancien a, en effet, vécu une tragédie personnelle et juge la civilisation décadente et dangereuse.
Ivy revient au village avec des médicaments. Elle ignore que la créature de la forêt était Noah déguisé. Son ignorance joue un rôle crucial dans la préservation du mythe et sert à consolider l'idée qu'une menace existe bel et bien : les anciens votent pour continuer leur mode de vie, au détriment de la vérité et de la liberté...

## Fiche technique
Sauf indication contraire, les informations mentionnées dans cette section peuvent être confirmées par les bases de données cinématographiques IMDb et Allociné,  présentes dans la section « Liens externes ».
- Titre original : The Village

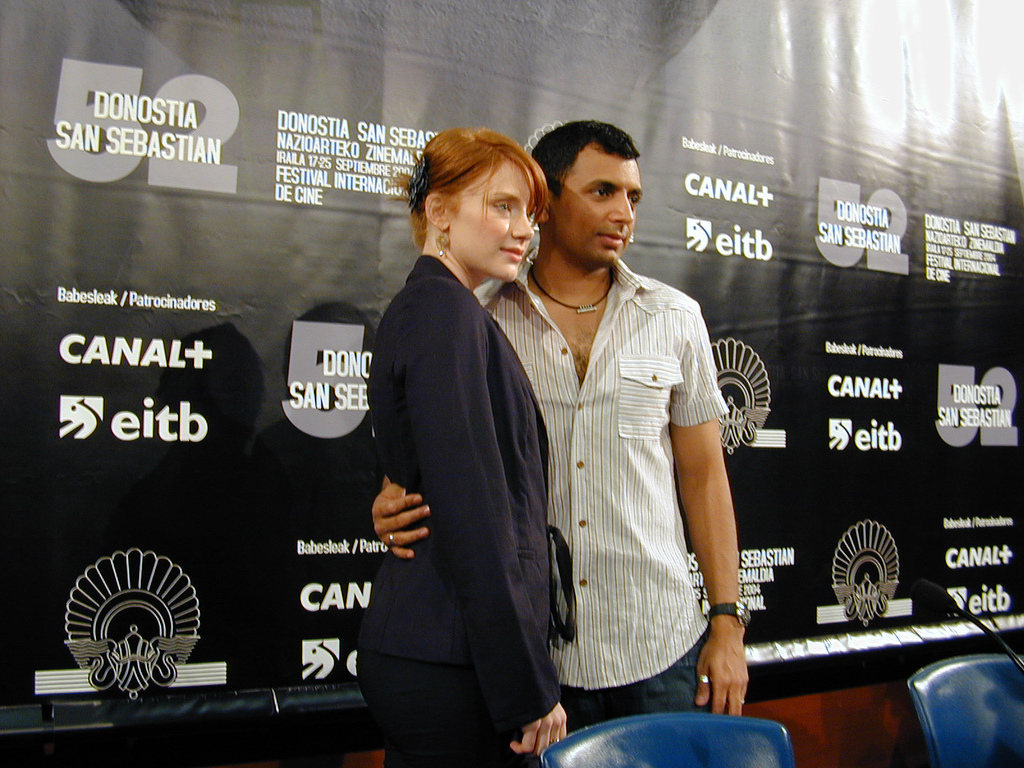
M. Night Shyamalan et Bryce Dallas Howard pour la promotion du film Le Village en Espagne en 2005.

- Titre français et québécois : Le Village[4]
- Réalisation : M. Night Shyamalan
- Scénario : M. Night Shyamalan
- Musique : James Newton Howard
- Direction artistique : Tim Beach, Michael Manson et Chris Shriver
- Décors : Tom Foden
- Costumes : Ann Roth
- Photographie : Roger Deakins
- Son : Steve Boeddeker, Lee Dichter, Robert Fernandez, Michael Semanick
- Montage : Christopher Tellefsen
- Production : Sam Mercer, Scott Rudin et M. Night Shyamalan
  - Production associée : Jose L. Rodriguez
- Sociétés de production : Blinding Edge Pictures et Scott Rudin Productions, présenté par Touchstone Pictures
- Sociétés de distribution : Buena Vista Pictures (États-Unis) ; Buena Vista International (France, Suisse romande)
- Budget : 60 millions de $[5],[6]
- Pays de production :  États-Unis
- Langue originale : anglais
- Format : couleur (Technicolor) — 35 mm — 1,85:1 — son DTS / Dolby Digital EX / SDDS
- Genre : fantastique, thriller, drame
- Durée : 108 minutes
- Dates de sortie[7] :
  - États-Unis, Québec : 30 juillet 2004[4]
  - France : 18 août 2004[8]
  - Belgique : 25 août 2004[9]
  - Suisse romande : 1er septembre 2004[10]
- Classification :
  - États-Unis : accord parental recommandé, film déconseillé aux moins de 13 ans (PG-13 - Parents Strongly Cautioned)[N 1]
  - France : tous publics[11]
  - Belgique : tous publics (Alle Leeftijden)[9]
  - Suisse romande : interdit aux moins de 12 ans[12]
  - Québec : tous publics - déconseillé aux jeunes enfants (G - General Rating)[4]

## Distribution
- Bryce Dallas Howard (VF : Agathe Schumacher - VQ : Karine Vanasse) : Ivy Walker
- Joaquin Phoenix (VF : Bruno Choël - VQ : Daniel Picard) : Lucius Hunt
- Adrien Brody (VF : Patrick Mancini - VQ : Martin Watier) : Noah Percy
- William Hurt (VF : Féodor Atkine - VQ : Jean-Marie Moncelet) : Edward Walker
- Sigourney Weaver (VF : Tania Torrens - VQ : Madeleine Arsenault) : Alice Hunt
- Brendan Gleeson (VF : Bernard-Pierre Donnadieu - VQ : Jean-Luc Montminy) : Auguste Nicholson
- Cherry Jones (VQ : Valérie Gagné) : Madame Clarck
- Celia Weston (VQ : Johanne Garneau) : Vivian Percy
- John Christopher Jones (VF : Sylvain Lemarié) : Robert Percy
- Frank Collison (VF : Jean Barney) : Victor, le docteur
- Jayne Atkinson : 	Tabitha Walker
- Judy Greer (VF : Anne Massoteau - VQ : Pascale Montreuil) : Kitty Walker
- Fran Kranz (VF : Vincent de Bouard) : Christop Crane
- Michael Pitt : Finton Coin
- Jesse Eisenberg : Jamison
- Charlie Hofheimer (VF : Damien Boisseau) : Kevin, le gardien de la réserve
- Scott Sowers : l'homme avec les sourcils levés
- Charlie McDermott : le garçon âgé de 10 ans
- M. Night Shyamalan (VF : Jérôme Keen) : le garde au bureau (caméo)

## Production

### Genèse et développement
Le film est initialement développé sous le titre The Woods, mais il était déjà pris par The Woods de Lucky McKee. Pour écrire son scénario, M. Night Shyamalan s'inspire, pour la partie dramatique, du roman Les Hauts de Hurlevent d'Emily Brontë. Pour le thème de la communauté vivant dans la peur de créatures féroces et prédatrices, il s'est inspiré du film King Kong (Merian C. Cooper et Ernest B. Schoedsack, 1933).
Une première version du script a été volée et mise sur Internet un an avant la sortie en salles, le script final dut être modifié.

### Attribution des rôles
Kirsten Dunst devait interpréter Ivy Walker, mais elle a refusé pour reprendre son rôle de Mary Jane Watson dans Spider-Man 2. M. Night Shyamalan a alors choisi Bryce Dallas Howard après l'avoir vue dans une pièce de William Shakespeare à New York et après avoir pensé qu'elle avait « l'enthousiasme contagieux et l'énergie innocente » nécessaires au personnage d'Ivy Walker.
Joaquin Phoenix avait déjà tourné sous la direction de M. Night Shyamalan dans Signes (2002). Adrien Brody avait quant à lui auditionné pour Signes, avant d'obtenir un rôle dans Le Village : « Ce personnage est bien différent de ce que j'ai pu jouer jusqu'ici. Je suis vraiment tombé dedans ! J'ai encore plus apprécié que d'habitude. Faire équipe avec Night est une vraie chance. Il a un merveilleux sens de l'humour, et j'ai pu travailler avec un réalisateur de mon âge. Nous avons beaucoup en commun ».

### Tournage
Le tournage a lieu du 8 octobre 2003 au 19 décembre 2003.
Le village a été entièrement bâti sur un terrain de 80 hectares près de Chadd's Ford, en Pennsylvanie.
L'apparence de « Ceux dont on ne parle pas » (« Those we don't speak of ») a été modifiée au cours du tournage. À l'origine, les déguisements devaient être de forme animale, rappelant certaines coutumes guerrières amérindiennes. L'idée a été finalement abandonnée pour des raisons esthétiques et la production opte pour des créatures portant de longs manteaux rouges, qui devient la « mauvaise couleur » (« bad color ») dans le film.

### Musique
Albums de James Newton Howard
Collatéral
(2004) Hidalgo
(2004)
La musique du film est composée par James Newton Howard, qui avait déjà travaillé avec Shyamalan pour Sixième Sens (1999), Incassable (2000) et Signes (2002). La violoniste Hilary Hahn participe également à la bande originale. Pour son travail, James Newton Howard a été nommé à l'Oscar de la meilleure musique de film.
Liste des titres
1. Noah Visits
2. What Are You Asking Me?
3. The Bad Color
4. Those We Don't Speak of
5. Will You Help Me?
6. I Cannot See His Color
7. Rituals
8. The Gravel Road
9. Race To Resting Rock
10. The Forbidden Line
11. The Vote
12. It Is Not Real
13. The Shed Not To Be Used

## Accueil

### Box-office
| Pays ou région    | Box-office        | Date d'arrêt du box-office | Nombre de semaines |
| ----------------- | ----------------- | -------------------------- | ------------------ |
| États-Unis Canada | 114 197 520 $     | 2 décembre 2004            | 18                 |
| France            | 2 430 910 entrées | -                          | -                  |
| Paris             | 495 439 entrées   | -                          | -                  |
| Total mondial     | 256 697 520 $     | -                          | -                  |

## Distinctions

### Récompenses
| Récompenses 2004-2005 du film Le Village | Récompenses 2004-2005 du film Le Village       | Récompenses 2004-2005 du film Le Village                      | Récompenses 2004-2005 du film Le Village | Récompenses 2004-2005 du film Le Village |
| Années                                   | Évènements                                     | Catégorie / Récompense                                        | Nommé(es) / Lauréat(es)                  |                                          |
| ---------------------------------------- | ---------------------------------------------- | ------------------------------------------------------------- | ---------------------------------------- | ---------------------------------------- |
| 2004                                     | International Film Music Critics Award (IFMCA) | Meilleure musique originale pour un film d'horreur / thriller | James Newton Howard                      |                                          |
| 2005                                     | ASCAP Film and Television Music Awards         | Compositeurs du meilleur film au box-office                   | James Newton Howard                      |                                          |
| 2005                                     | Evening Standard British Film Awards           | Meilleure réalisation technique et/ou artistique              | Roger Deakins                            |                                          |
| 2005                                     | Fangoria Chainsaw Awards                       | Pire film                                                     | Le Village                               |                                          |

### Nominations
| Nominations 2004-2005 du film Le Village | Nominations 2004-2005 du film Le Village        | Nominations 2004-2005 du film Le Village            | Nominations 2004-2005 du film Le Village                                         | Nominations 2004-2005 du film Le Village |
| Années                                   | Évènements                                      | Catégorie / Récompense                              | Nommé(es) / Lauréat(es)                                                          |                                          |
| ---------------------------------------- | ----------------------------------------------- | --------------------------------------------------- | -------------------------------------------------------------------------------- | ---------------------------------------- |
| 2004                                     | Cahiers du Cinéma                               | Top 10 des Cahiers du cinéma                        | M. Night Shyamalan                                                               |                                          |
| 2004                                     | Golden Schmoes Awards                           | Pire film de l'année                                | Le Village                                                                       |                                          |
| 2004                                     | Golden Schmoes Awards                           | Film le plus sous-estimé de l'année                 | Le Village                                                                       |                                          |
| 2004                                     | Golden Schmoes Awards                           | La plus grande déception de l'année                 | Le Village                                                                       |                                          |
| 2004                                     | Golden Schmoes Awards                           | Meilleure actrice de l'année                        | Bryce Dallas Howard                                                              |                                          |
| 2004                                     | Golden Schmoes Awards                           | Meilleure révélation de l'année                     | Bryce Dallas Howard                                                              |                                          |
| 2004                                     | International Film Music Critics Award (IFMCA)  | Bande originale de l'année                          | James Newton Howard                                                              |                                          |
| 2005                                     | Central Ohio Film Critics Association Awards    | Meilleur son                                        | Le Village                                                                       |                                          |
| 2005                                     | Empire Awards                                   | Meilleure actrice                                   | Bryce Dallas Howard                                                              |                                          |
| 2005                                     | Empire Awards                                   | Meilleur espoir féminin                             | Bryce Dallas Howard                                                              |                                          |
| 2005                                     | Empire Awards                                   | Meilleur réalisateur                                | M. Night Shyamalan                                                               |                                          |
| 2005                                     | Fangoria Chainsaw Awards                        | Meilleure actrice                                   | Bryce Dallas Howard                                                              |                                          |
| 2005                                     | Golden Trailer Awards                           | Meilleure bande-annonce pour un thriller            | Le Village                                                                       |                                          |
| 2005                                     | Italian Online Movie Awards (IOMA)              | Meilleur acteur dans un second rôle                 | Adrien Brody                                                                     |                                          |
| 2005                                     | Italian Online Movie Awards (IOMA)              | Meilleure musique originale                         | James Newton Howard                                                              |                                          |
| 2005                                     | Italian Online Movie Awards (IOMA)              | Meilleurs effets sonores                            | Le Village                                                                       |                                          |
| 2005                                     | Motion Picture Sound Editors                    | Meilleur montage son dans un long métrage - Musique | Thomas S. Drescher                                                               |                                          |
| 2005                                     | MTV Movie & TV Awards                           | Meilleure révélation féminine                       | Bryce Dallas Howard                                                              |                                          |
| 2005                                     | Online Film and Television Association          | Meilleure révélation féminine                       | Bryce Dallas Howard                                                              |                                          |
| 2005                                     | Online Film Critics Society Awards              | Meilleure révélation                                | Bryce Dallas Howard                                                              |                                          |
| 2005                                     | Oscars                                          | Meilleure musique de film                           | James Newton Howard                                                              |                                          |
| 2005                                     | Teen Choice Awards                              | Meilleur film thriller                              | Le Village                                                                       |                                          |
| 2005                                     | Teen Choice Awards                              | Meilleure scène effrayante                          | Bryce Dallas Howard (pour la scène où Ivy Walker attend Lucius Hunt à la porte.) |                                          |
| 2005                                     | Turkish Film Critics Association (SIYAD) Awards | Meilleur film en langue étrangère                   | 12e place                                                                        |                                          |

## Éditions en vidéo
- En France, le film Le Village est sorti en DVD le 18 février 2005[22]. Le film est également sorti en VOD le 1er février 2016[8].
- Au Québec, le film est sorti en DVD le 11 janvier 2005[23].